# Torkil Høg
Torkil Høg (født 1970) er en dansk advokat og partner i og medejer af BACH Advokatfirma. Opnåede i 2007 PhD-graden fra Århus Universitet. I januar 2020 blev han udpeget til at være medlem af Instrukskommissionen.
Torkil Høg er fra 2024 teammanager på det danske kvindelige DCU-hold Team Sydbank Quooker Njord Law.